# Prospero paratethycum
Prospero paratethycum är en sparrisväxtart som beskrevs av Franz Speta. Prospero paratethycum ingår i släktet Prospero och familjen sparrisväxter. Inga underarter finns listade i Catalogue of Life.